# AsiaSat 8
AsiaSat 8 — геостационарный спутник связи, принадлежащий гонконгскому спутниковому оператору, компании AsiaSat. Спутник предназначен для предоставления телекоммуникационных услуг для Китая, Индии, а также стран Среднего Востока и Юго-Восточной Азии.
Располагается на орбитальной позиции 105,5° восточной долготы в соседстве со спутником AsiaSat 7.
Запущен 5 августа 2014 года ракетой-носителем Falcon 9 v1.1.

## Аппарат
Построен на базе космической платформы LS-1300LL компанией Space Systems/Loral. Электроснабжение обеспечивают два крыла солнечных батарей и аккумуляторные батареи. Мощность спутника — 8,5 кВт. Орбитальное маневрирование осуществляется с помощью гидразиновых двигателей малой тяги. Ожидаемый срок службы — 15 лет. Стартовая масса спутника составляет 4535 кг.

### Транспондеры
На спутник установлены 24 активных транспондера Ku-диапазона емкостью 56 МГц, переключаемые между четырьмя лучами. Также установлен терминал Ka-диапазона для регионального покрытия.

### Покрытие
Спутник AsiaSat 8 будет обеспечивать услуги связи, телевизионного вещания и широкополосного доступа в интернет потребителям Китая, Индии, а также стран Среднего Востока и Юго-Восточной Азии.

## Запуск
Третий запуск коммерческого спутника на геопереходную орбиту для компании SpaceX.
Запуск спутника AsiaSat 8 состоялся в 8:00 UTC 5 августа 2014 года ракетой-носителем Falcon 9 v1.1 со стартового комплекса SLC-40 на мысе Канаверал. Спустя 8 минут 40 секунд после запуска вторая ступень ракеты-носителя вышла на промежуточную орбиту с показателями 176 х 200 км, наклонение 27,7° После 18 минут свободного полёта на промежуточной орбите, вторая ступень была успешно запущена повторно и работала в течение 70 секунд для вывода спутника на целевую геопереходную орбиту 185 х 35 786 км, наклонение 24,3°. Аппарат отделился от второй ступени через 32 минуты после запуска.

## Галерея

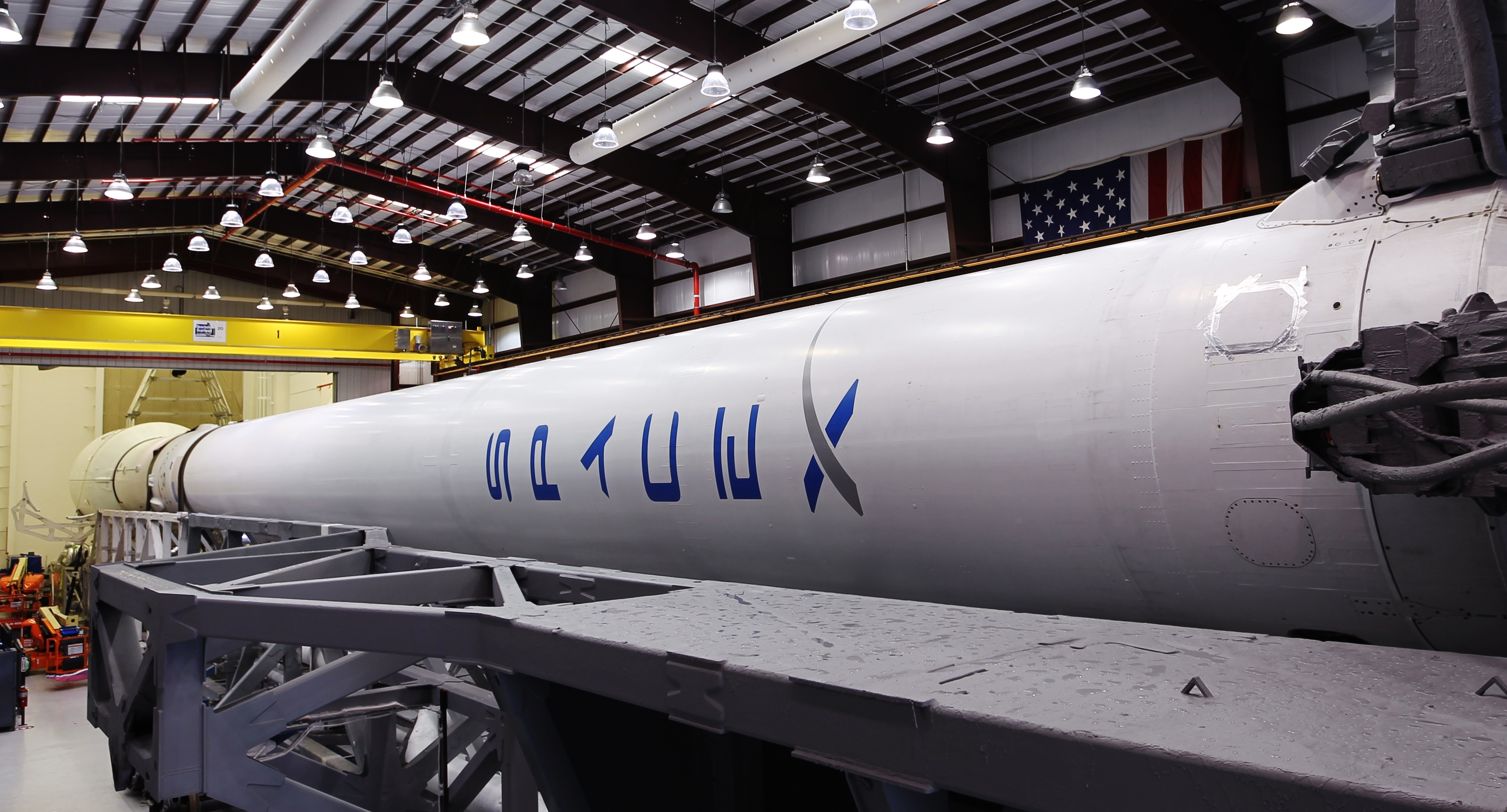
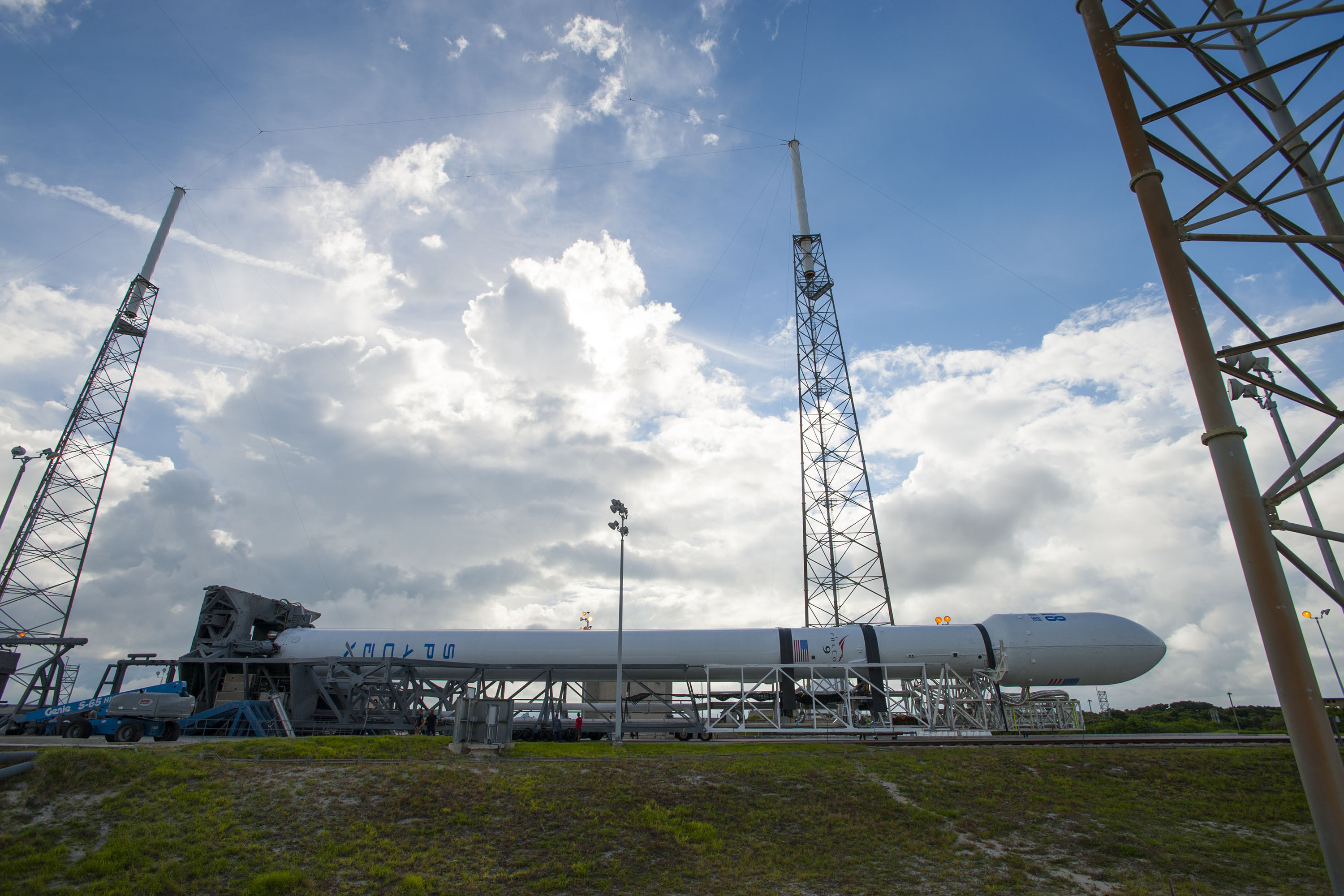
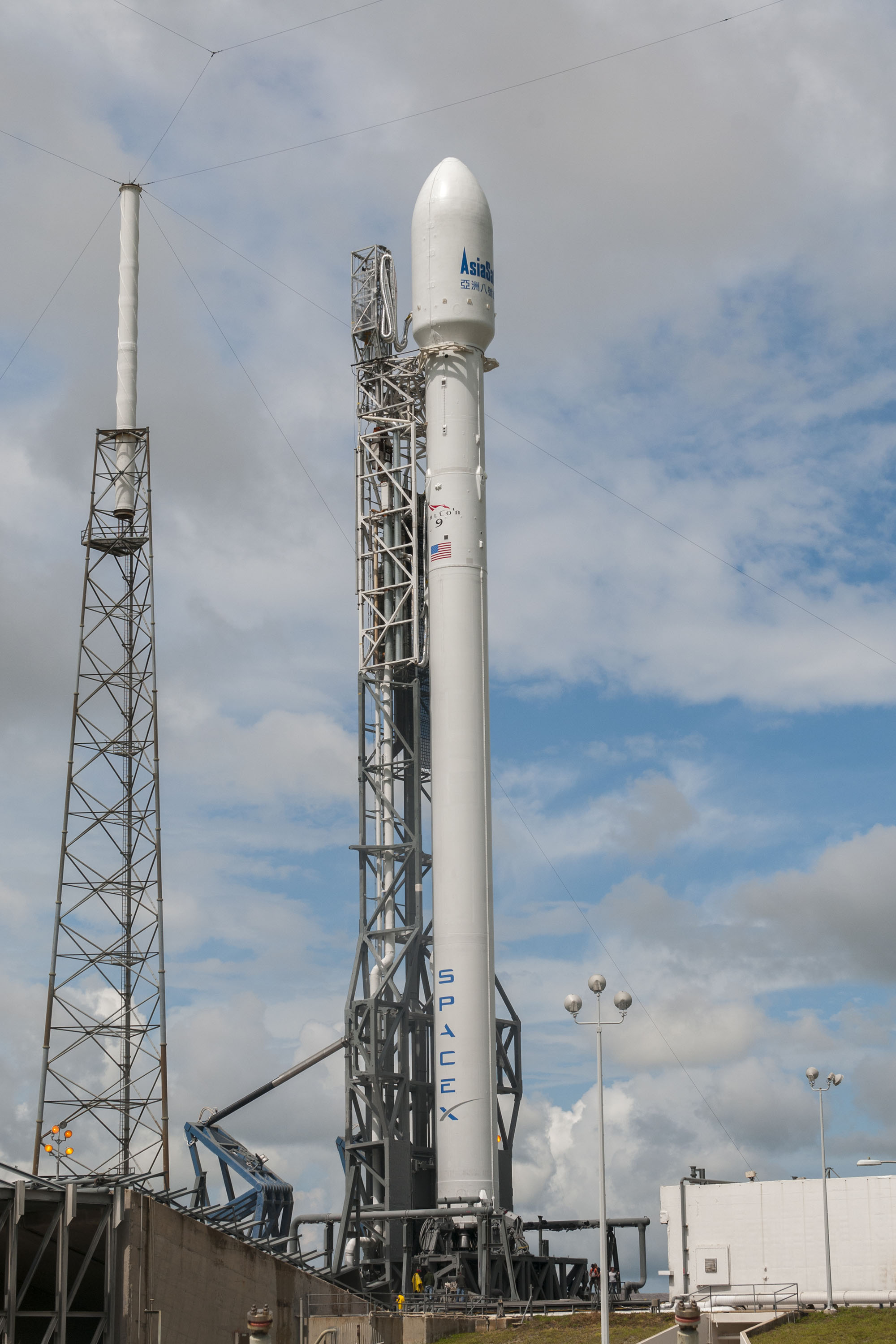
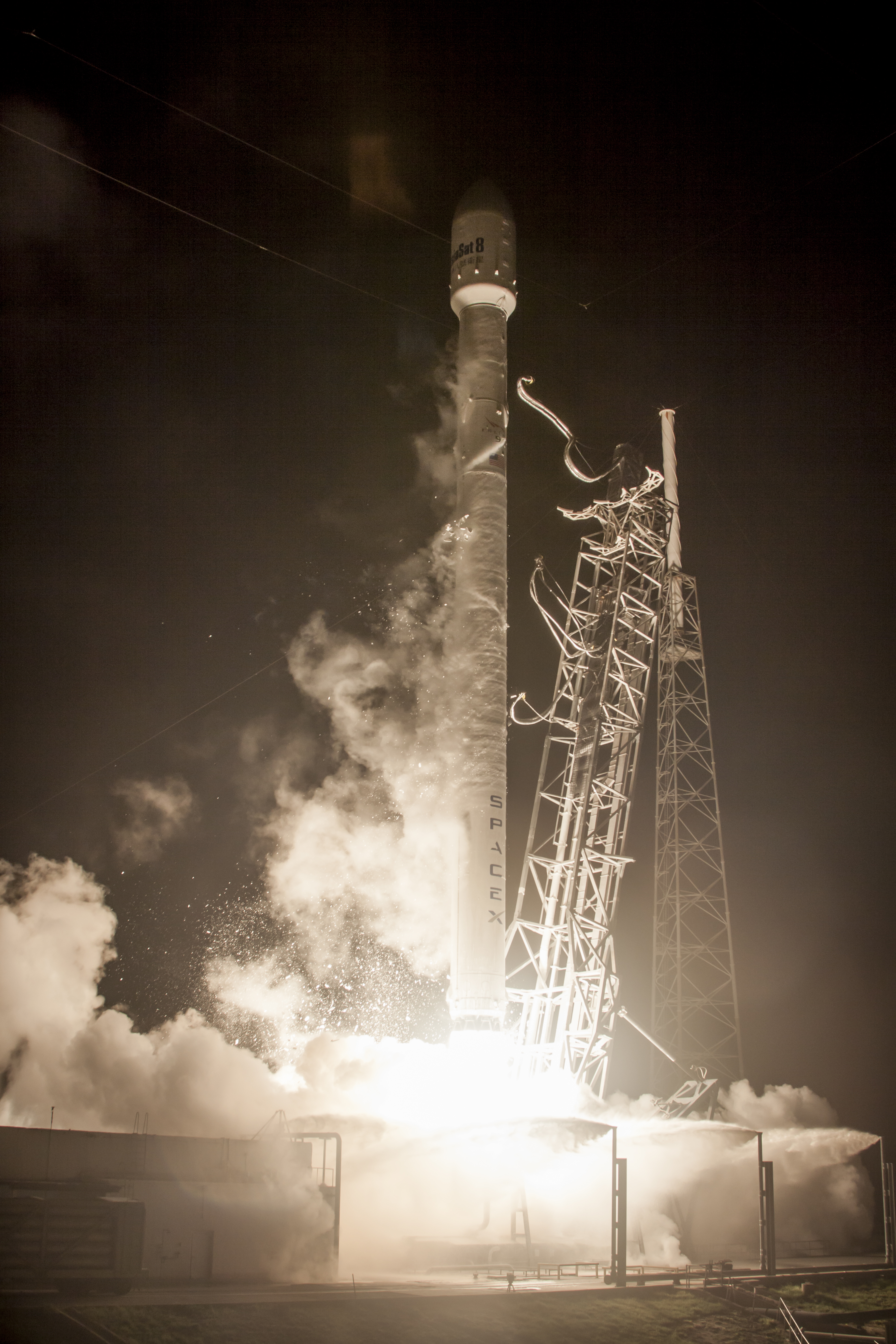
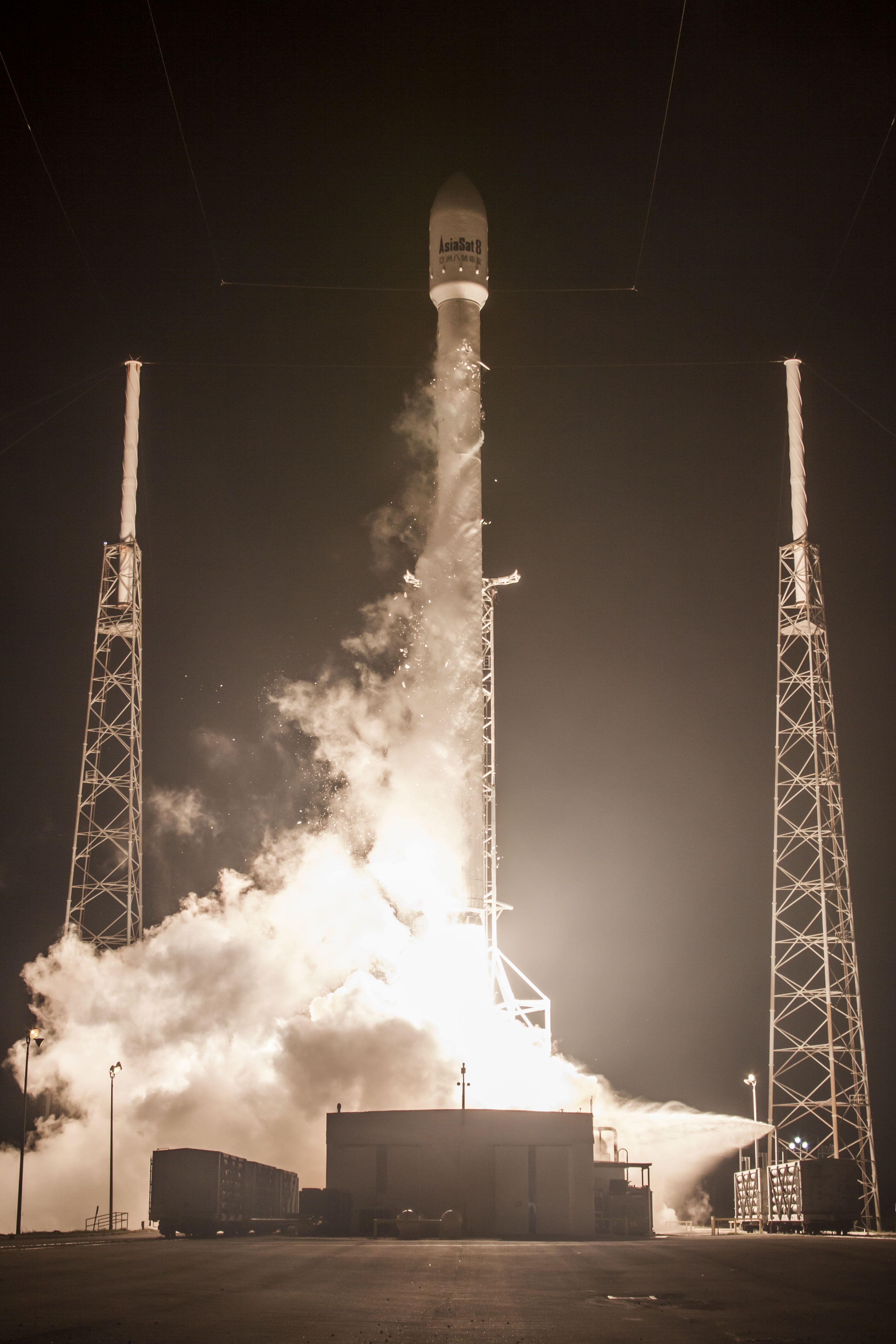
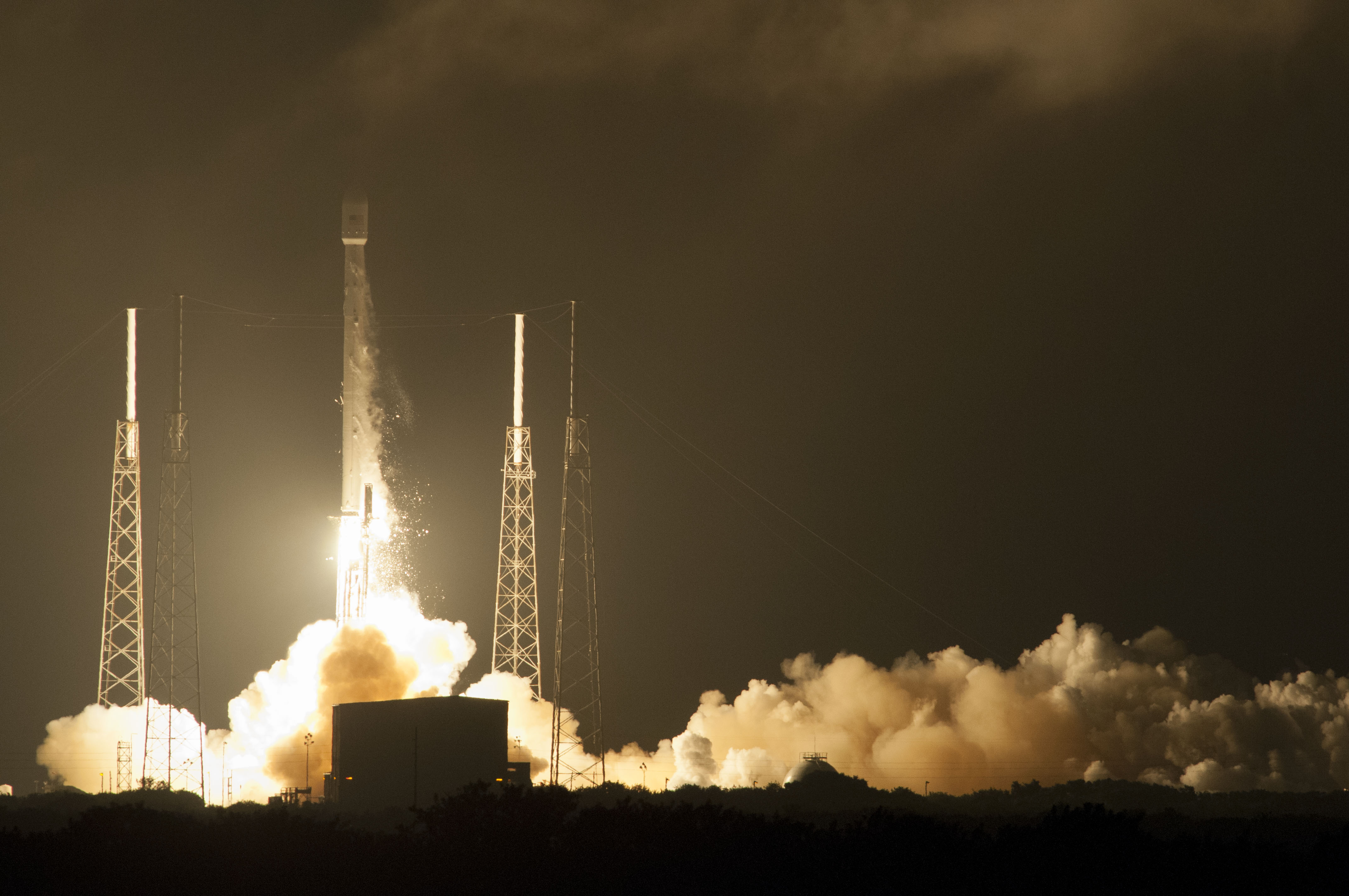
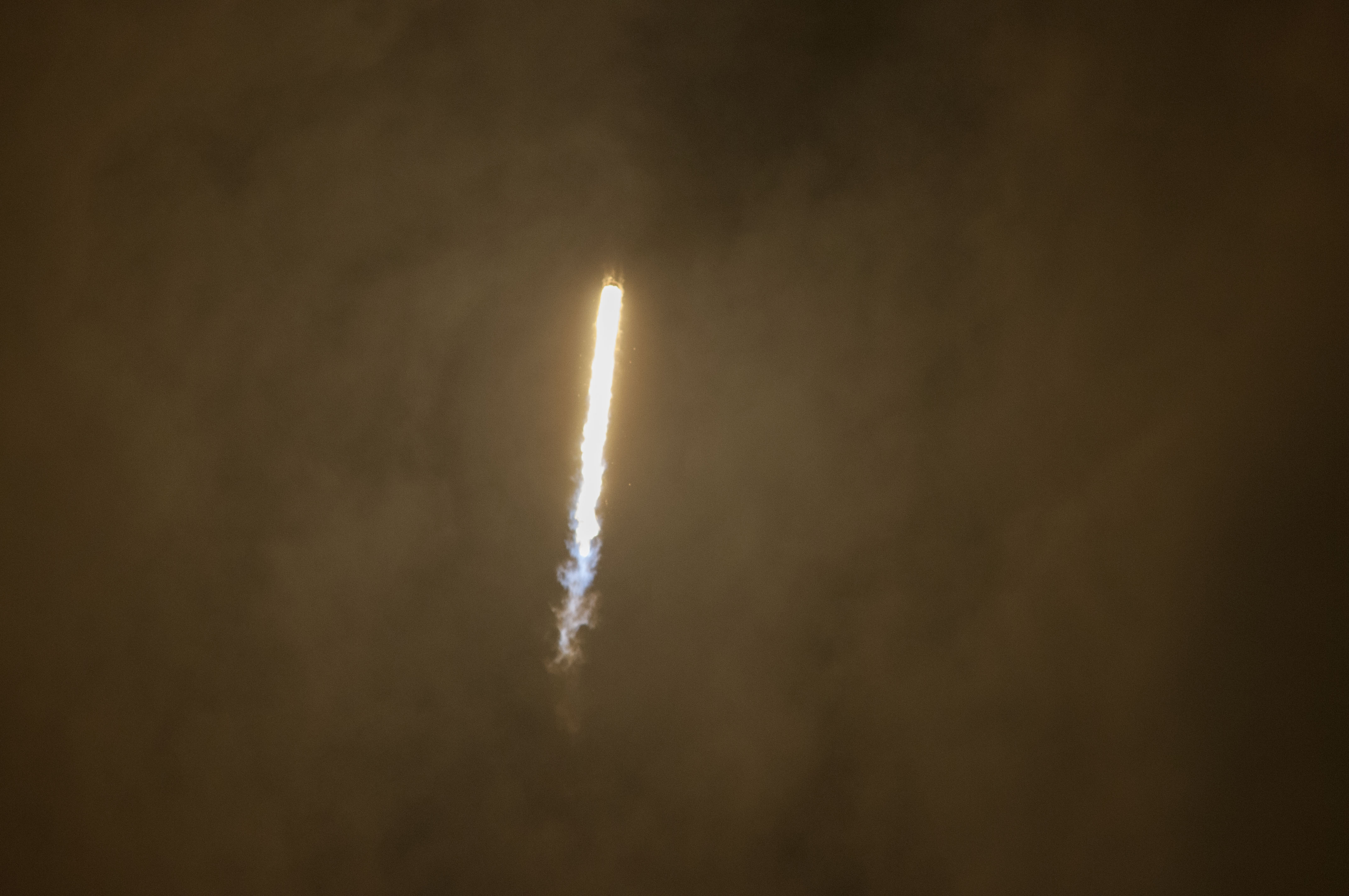
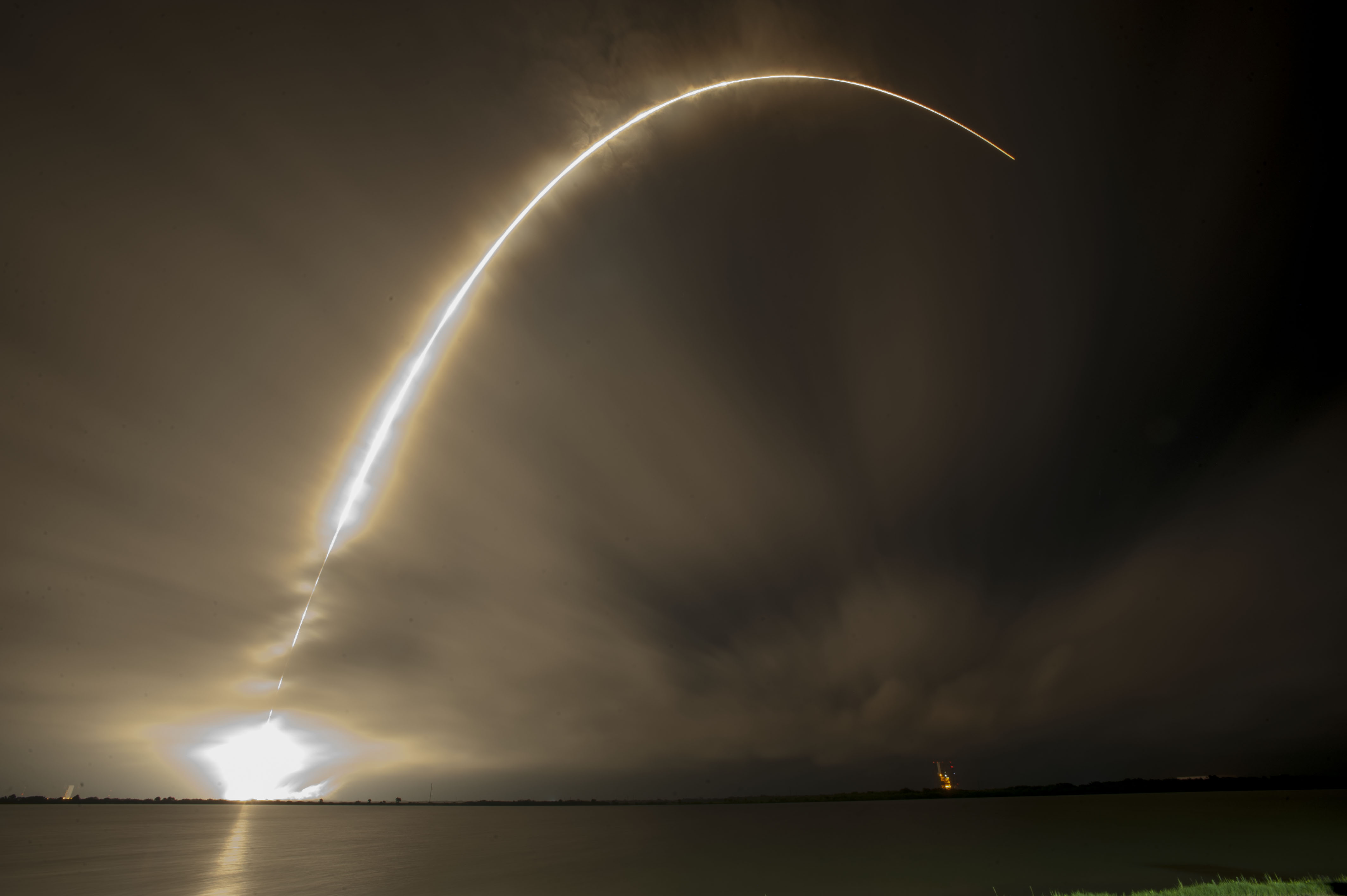